# Gustav Schmidt (kayak)
Pour les articles homonymes, voir Gustav Schmidt et Schmidt.
Gustav Schmidt (né le 9 août 1926 et mort le 29 décembre 2016) est un kayakiste ouest-allemand pratiquant la course en ligne concourant dans les années 1950.

## Carrière
Gustav Schmidt remporte 2 médailles d'Or lors des Championnats du monde de course en ligne (canoë-kayak) 1958 qui se sont déroulés à Prague (Tchécoslovaquie, dans l'actuelle République tchèque) en kayak 4 places 1 000 m et 10 000 m.

Il gagne également la médaille d'Argent en K-2 1 000 m  lors de l'épreuve de 1954 à Mâcon en France.

Lange participe également aux Jeux olympiques d'été où il finit à une 4e place en catégorie K-2 1 000 m pendant les Jeux de Helsinki en 1952.